# Сподња Бесница
Сподња Бесница (словен. Spodnja Besnica) је насељено место у општини Крањ, Горењска регија, Словенија.

## Историја
До територијалне реорганизације у Словенији била је у саставу старе општине Крањ.

## Становништво
У попису становништва из 2011. године, Сподња Бесница је имала 905 становника.
| Број становника према пописима | Број становника према пописима | Број становника према пописима |
| ------------------------------ | ------------------------------ | ------------------------------ |
| 1991                           | 2002                           | 2011                           |
| 807                            | 866                            | 905                            |

Напомена: Године 2016. извршена је мања размена територије између насеља Раковица и Сподња Бесница.